# 326 v. Chr.
Portal Geschichte | Portal Biografien | Aktuelle Ereignisse | Jahreskalender | Tagesartikel

◄ |
5. Jahrhundert v. Chr. |
4. Jahrhundert v. Chr. |
3. Jahrhundert v. Chr. |
►

◄ | 340er v. Chr. | 330er v. Chr. | 320er v. Chr. | 310er v. Chr. |
300er v. Chr. |
►

◄◄ | ◄ | 329 v. Chr. | 328 v. Chr. | 327 v. Chr. | 326 v. Chr. |
325 v. Chr. |
324 v. Chr. |
323 v. Chr. |
► |
►►

## Ereignisse

### Politik und Weltgeschehen

#### Alexanderzug
- Indienfeldzug Alexanders des Großen: Von Arachosien (heute: Afghanistan) aus wendet er sich ostwärts über den Chaiber-Pass zum Indus, wo er die Festung Aornos einnimmt. Während er das Gebiet westlich des Flusses als Provinz Gandhara seinem Reich einverleibt und Nikanor unterstellt, zieht er über den Fluss nach Taxila (beim heutigen Islamabad), wo er von König Omphis empfangen wird.
- In Taxila fordert Alexander die Herrscher des Punjab zur Unterwerfung auf, was Poros, König von Pauravas, verweigert. Alexander erklärt diesem den Krieg und siegt im Mai in der Schlacht am Hydaspes bei Nikaia am Hydaspes. Dabei soll Alexanders Pferd Bukephalos ums Leben gekommen sein, der daraufhin die Stadt Bukephala gründet. Alexander zieht weiter ostwärts, doch verweigern ihm seine Truppen im Juli am Hyphasis, dem östlichsten Fluss des Panjab, die Gefolgschaft, sodass er nach Bukephala umkehren muss.
- Von Bukephala aus zieht die Armee ab November teils in einem Flottenverband mit 800 Schiffen den Hydaspes nach Süden flussabwärts, teils am Ufer zu Fuß daneben her. Auf dem Weg zum Indischen Ozean werden sie dabei ständig von feindlichen Stämmen attackiert, wobei auch Alexander lebensgefährlich verletzt wird.

#### Westliches Mittelmeer
- Der zweite Samnitenkrieg bricht aus (bis 321 v. Chr.), als Rom dem von den Samniten bedrängten Neapolis zu Hilfe kommt.
- Mit der lex Poetelia Papiria de nexis schafft die Römische Republik die freiwillige Schuldknechtschaft ab.

## Gestorben
- Nikanor, makedonischer Feldherr